# Galadhrim
Els galadhrim o gal·laðrim (que es tradueix com a «poble dels arbres» del sindarin) són un poble fictici que forma part del legendarium creat per l'escriptor britànic J. R. R. Tolkien i que apareix en la seva novel·la El Senyor dels Anells i en la col·lecció de relats publicada pel seu fill Christopher sota el títol Contes inconclusos de Númenor i la Terra Mitjana. És el nom amb el qual es coneix als elfs silvanos que habiten el bosc i regne de Lothlórien durant les Segona i Tercera Edats del Sol a la Terra Mitjana.
El seu origen es remunta a les Edats dels Arbres, quan els elfs van iniciar la Gran Marxa cap a les costes de la Terra Mitjana per viatjar a Estimen, la terra dels déus en la mitologia tolkiana. No obstant això, no van rebre el nom de galadhrim fins a milers d'anys després, en la Segona Edat del Sol. Eren bons artesans i constructors, fet que demostren els seus elaborats arcs i les seves capes i les cases que construïen en els arbres de Lothlórien, cridades flets.
També apareixen en la trilogia cinematogràfica que el director neozelandès Peter Jackson va realitzar sobre El Senyor dels Anells, tenint especial importància en la segona part, Les dues torres, el guió de les quals va ser adaptat perquè apareguessin en el clímax final de la pel·lícula, la batalla de l'Abisme de Helm.

## Història

### Origen del poble
En les Edats dels Arbres, els elfs van emprendre un gran viatge des de Cuiviénen cap a les costes de la Terra Mitjana per viatjar a Estimen, la terra dels valar. Un important grup de elfs Teleri, dirigits per Lenwë, va abandonar la marxa abans de creuar les Muntanyes Ennuvolades i van viure a partir de llavors a les valls del riu Anduin. Van ser coneguts per això com els Nandor («els que es van tornar» en quenya) i es van convertir en un grup molt dispers. Alguns es van assentar en el bosc situat a banda i banda del riu Celebrant i li van cridar Lindórinand («vall de la terra dels cantores»), més tard rebatejat com a Lothlórien.
Després de la Guerra de la Còlera, esdevinguda a la fi de la Primera Edat del Sol, les terres de Beleriand van quedar anegadas. La comunitat de Lindórinand es va fer llavors molt heterogènia, doncs van arribar Sindar procedents del regne de Doriath, amb Oropher i Celeborn al capdavant. Aquests últims van ser els que van reunir al grup i ho van liderar.

### Segona Edat del Sol
Amb el temps, Oropher es va retirar cap al nord, al Bosc Negre, amb un nombrós grup de silvanos per allunyar-se dels nans que vivien en Moria i de les intrusions de Celeborn i la seva esposa Galadriel, que, encara que es van anar a viure a Lindon i a Eregion, solien visitar Lindórinand sovint. Després de la marxa de Oropher, els silvanos de Lindórinand van triar com a rei a Amdír. Galadriel i Celeborn van seguir visitant freqüentment el bosc i ho van poblar de mellyrn, sobre els quals els silvanos van construir nombroses cases anomenades flets, fet que va portar al fet que el poble fos conegut amb el nom de galadhrim («poble dels arbres» en sindarin) i el bosc com Lórinand.
Quan el maia Sauron va destruir l'any 1697 de la Segona Edat del Sol la ciutat dels ferrers Noldor, Eregion, molts dels supervivents van ser conduïts per Celeborn i Galadriel a través del regno nan de Moria per arribar a Lórinand, on la comunitat de galadhrim es va tornar encara més heterogènia. A més, la parella va ajudar a fortificar el bosc per evitar els atacs de Sauron, però quan aquest es va retirar a Mordor, Celeborn i Galadriel van tornar a Lindon.
Els galadhrim van viure en pau durant molts anys fins a la tornada de Sauron, a la fi de la Segona Edat del Sol. El rei Amdír va respondre a la trucada d'ajuda del elf Gil-galad i finalment va caure en la Guerra de l'Última Aliança, en la Batalla de Dagorlad, sent reemplaçat en el tron de Lórinand pel seu fill Amroth.

### Tercera Edat del Sol

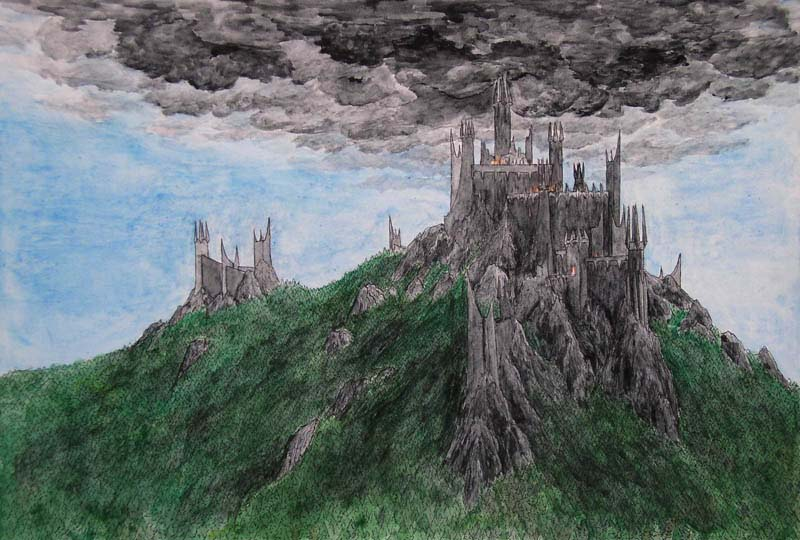
Representació de Dol Guldur, fortalesa des de la qual van atacar les tropes de Sauron als galadhrim durant la Guerra de l'Anell.

Durant la primera meitat de la Tercera Edat del Sol, els galadhrim van tornar a viure en relativa tranquil·litat sota el regnat de Amroth. No obstant això, després de la caiguda de Moria i l'expulsió dels nans a les mans del balrog i els orcs, Lórinand es va tornar insegur i Amroth se'n va anar juntament amb la seva estimada Nimrodel cap als ports, però va morir ofegat en la badia de Belfalas. Galadriel i Celeborn van tornar llavors a Lórinand, on van ser rebuts de bon grat pels galadhrim i, encara que no van prendre els títols de rei i reina, van governar i van protegir el bosc. Per a això, Galadriel ho va cobrir amb un encantament gràcies al poder de l'anell Nenya, que havia estat lliurat a la dama pel seu creador, Celebrimbor, perquè ho protegís de Sauron. A més, va rebatejar el bosc com a Lothlórien («flor del somni»), doncs va intentar fer d'ell un refugi de pau i bellesa com l'eren els jardins de Lórien, la terra del vala Irmo.
Durant la Guerra de l'Anell, esdevinguda a la fi de la Tercera Edat, els galadhrim van ser atacats fins a en tres ocasions per les tropes de Sauron procedents de Dol Guldur, en el Bosc Negre. A pesar que les fronteres de Lothlórien van quedar greument danyades, els galadhrim van aconseguir rebutjar els atacs. Després de la destrucció de l'Anell Únic i la caiguda de Sauron, van destruir Dol Guldur i juntament amb els elfs de Thranduil li van donar al Bosc Negre un nou nom: el Bosc de les Fulles Verdes. Posteriorment Lothlórien va ser abandonada per la majoria dels galadhrim, que es van dirigir amb Celeborn a viure al sud del rebatejat bosc.

## Cultura
Els galadhrim parlaven una variant del sindarin coneguda com a silvano, que s'havia produït com una mescla del sindarin parlat pels Sindar i Noldor que van arribar a Lothlórien durant la Primera i la Segona Edat del Sol i la llengua que parlaven els Nandor que van habitar el bosc per primera vegada, la qual procedia directament del telerin i tenia múltiples dialectes com el nandorin o el daniano.
A causa que Lothlórien era una terra plana i en ella no hi havia grans pedres amb les quals construir, els galadhrim tenien el costum d'edificar a la part alta dels arbres uns habitatges anomenats telain en sindarin o flets en oestron. Eren unes plataformes de fusta i sense parets a les quals s'accedia a través d'una escala que pujava des del sòl fins a un forat al centre de l'habitatge. Al principi, els flets havien servit només com a llocs de vigilància i llocs de refugi en cas d'atac, però es van convertir també en llars en el segon mil·lenni de la Tercera Edat del Sol a causa del perilloses que es van tornar les terres de Lothlórien amb la construcció de Dol Guldur. El major flet que van construir els galadhrim va ser el del rei Amroth, situat en el pujol de Cerin Amroth i des del qual es podia vigilar Dol Guldur.
Els galadhrim usaven com a arma uns llargs arcs d'uns dos metres de llarg, que construïen amb fusta de mallorn i la corda dels quals estava feta amb cabells de elf. Les seves fletxes estaven fabricades a força de freixe o també de mallorn, amb plomes d'oca o d'oca que formaven una aleta en espiral.
Teixien unes capes lleugeres que abrigaven o eren fresques segons el temps que fes en aquest moment i servien de camuflatge, doncs adoptaven els colors de l'entorn. Portaven un fermall amb la forma d'una fulla de mallorn, que tancava la capa al coll. La dama Galadriel i les seves donzelles van teixir aquestes capes per als vuit membres de la Companyia de l'Anell (si bé eren nou, el mag Gandalf ja no estava amb ells) en els últims anys de la Tercera Edat, sent aquests els primers a portar-les sense ser galadhrim.

## Etimologia
El terme galadhrim significa «poble dels arbres» en sindarin: gal·lað (també escrit galadh) significa «arbre», mentre que el sufix -rim significa «poble».
En la primera edició del Senyor dels Anells, apareix galadrim en comptes de galadhrim. Això es deu al fet que, al principi, J. R. R. Tolkien va canviar el grup "dh" (pronunciat "th" en anglès i "d" en espanyol) usat en sindarin per "d", doncs al no usar-se en anglès creia que els lectors ho considerarien estrany. No obstant això, va canviar d'opinió quan la novel·la ja havia estat publicada i, en un intent de corregir la fallada, mentre escrivia el «Quenta Silmarillion» a principis dels anys 1950, va establir que la forma silvana d'arbre era galad. Malgrat això, quan es va publicar l'edició revisada del Senyor dels Anells, galadrim va ser canviat finalment per galadhrim i Tolkien va establir en els apèndixs que el terme tenia origen silvano, però adaptat al sindarin.

## Trilogia cinematogràfica
En la trilogia cinematogràfica realitzada pel director neozelandès Peter Jackson sobre la novel·la El Senyor dels Anells, els galadhrim apareixen en la primera i segona parts. En La Comunitat de l'Anell, els galadhrim van vestits amb robes semblants a les dels elfs de Rivendel, fetes a força de teles, però amb colors més pàl·lids com el gris, el verd o el marró, doncs havien de servir-los per camuflar-se. L'equip de rodatge va filmar algunes escenes en les quals els galadhrim s'enfrontaven als trasgos de Moria quan aquests perseguien a la companyia i fins i tot algunes imatges van aparèixer en el tráiler de la pel·lícula, però finalment es van descartar i tan sols va aparèixer la rebuda del elf Haldir i els seus germans.
A causa que en la trilogia no apareixeria la lluita dels galadhrim contra els orcs que ataquen Lothlórien en la Guerra de l'Anell i al fosca que van fer la batalla de l'Abisme de Helm a les dues torres, els guionistes Philippa Boyens, Peter Jackson i la seva esposa Fran Walsh, van decidir que un petit exèrcit de elfs al comandament de Haldir intervingués per donar un centelleig d'esperança a la situació. En el guió inicial, Arwen, la neta de Galadriel, anava a acudir amb els galadhrim a la batalla, però les protestes dels fans quan la notícia es va estendre per Internet van fer que els guionistes suprimissin la seva aparició.

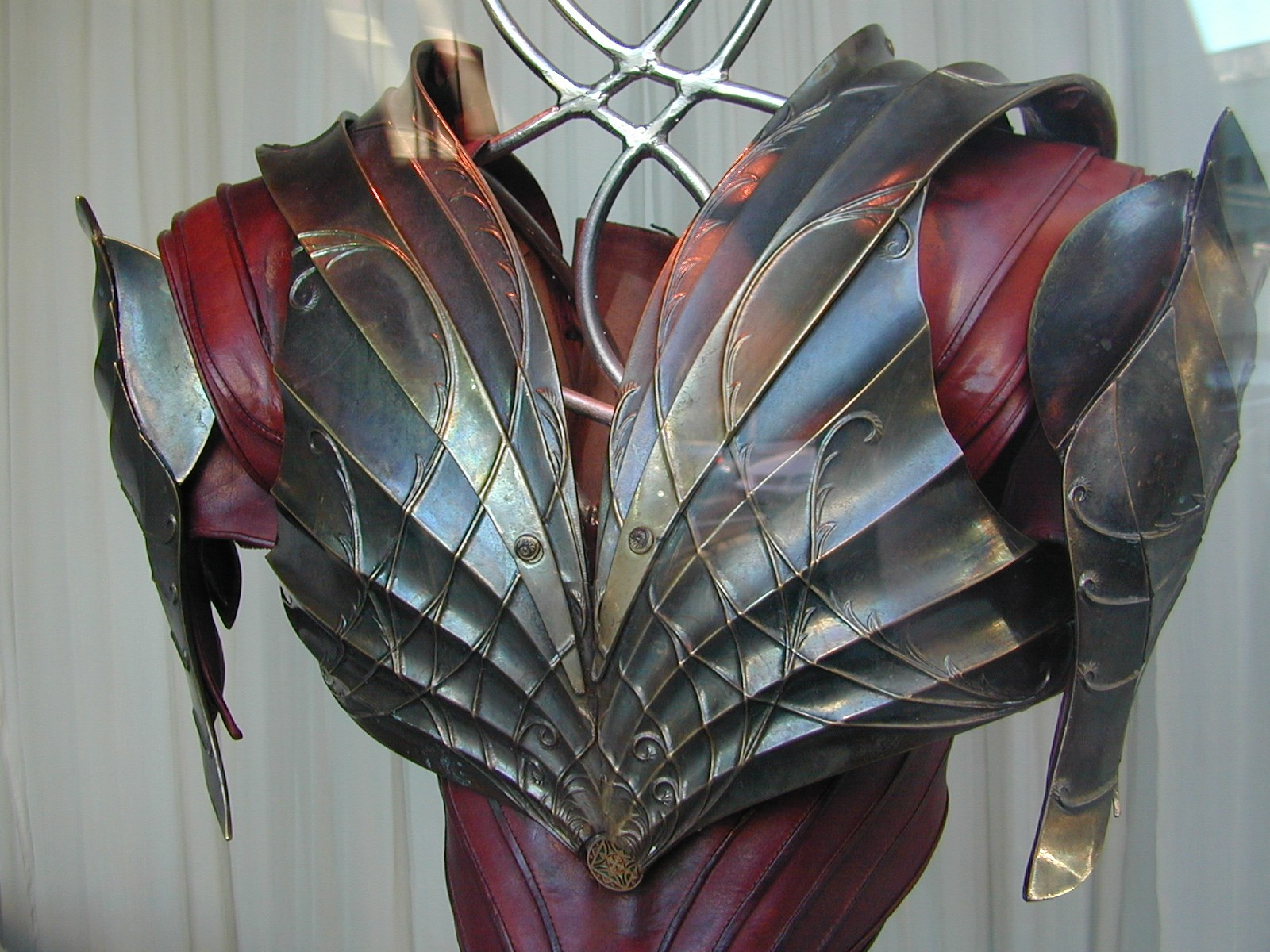
Armadura utilitzada pels galadhrim en la pel·lícula El Senyor dels Anells: les dues torres, de Peter Jackson.

En aquest context, la història descriu que Haldir, amb el suport de Elrond de Rivendel, va convèncer a Galadriel i a Celeborn perquè ajudessin als homes de Rohan i va reunir a dos-cents galadhrim per combatre els uruk-hai en l'Abisme de Helm. Gràcies a la seva ajuda, els rohirrim van aconseguir resistir més i van matar a uns dos mil uruks amb els seus arcs, però amb el preu que cap va tornar a Lothlórien, inclòs Haldir.
L'equip de dissenyadors de l'empresa Weta Workshop va ser l'encarregat de realitzar l'armadura de l'exèrcit de galadhrim que arriba a l'Abisme de Helm en ajuda de Rohan. Aquesta va ser considerada per Richard Taylor, creador i director de Weta, com la més difícil que ell i el seu equip van haver de crear. Al principi, va ser dissenyada pels elfs de l'Última Aliança que apareixen en el pròleg de la Comunitat de l'Anell. Si bé tots els vestits èlfics que van dissenyar eren molt solts, les armadures eren ajustades per facilitar la lluita. Les formes de l'armadura final s'inspiren en el Art Nouveau, sense línies rectes i amb motius de plantes. Per elaborar la cota de malla, l'equip de costureros va invertir al voltant de sis mesos de treball, unint les fulles a l'armadura, feta de plàstic platejat amb elements de fibra de vidre, acabats amb una capa de zinc per donar-los un toc metàl·lic. En total, els galadhrim portaven unes sis o set capes de vestimenta, entre armadura i vestidures, la qual cosa obligava als actors a mantenir una posició alçada. El dissenyador Daniel Falconer es va encarregar de donar colorit a la vestimenta, usant tons tardorencs com el bronze, el vermell o el marró, en contrast amb els colors més primaverals que portava la del pròleg de la Comunitat de l'Anell, per reflectir la decadència dels elfs a la Terra Mitjana. Ell mateix va interpretar a un dels arqueros que ataquen als uruk-hai des del mur de l'Abisme de Helm a les ordres de Aragorn.